# Patapon
Patapon (яп. パタポン) — відеогра, видана для портативної консолі PSP, а також для PlayStation 4 (ремастер), об'єднує в собі особливості жанрів ритм-ігор, стратегій і симуляторів бога. Гра представлена в мальованому двомірному оточенні, розробленому відомим французьким графічним дизайнером Роліто. Гравець представляється божеством, яке командує армією невеликого племені з допомогою різноманітних ритмів, вибраних ним самим. Гра була розроблена і створена тою ж студією, котра розробила LocoRoco.

## Ігровий процес

### Основи
Гравець управляє плем'ям, що складається з піхоти, лучників, кінноти, бойових музикантів і берсерків, а також магів, (в Patapon 2) вершниками на птахах і патапонами- роботами. Спочатку армія гравця складається тільки з списарів (Yaripon), але в міру проходження гри гравець отримує в своє розпорядження більшу кількість юнітів. Армія кирується набиванням ритму на чотирьох віртуальних барабанах, кожен з яких представлений однією з чотирьох кнопок контролю PSP. Тривале збереження гравцем ритму приводить його армію в Fever mode, який збільшує бойові здатності Патапонів.
У міру просування гравцем ігрового прогресу з'являються нові супротивники, відкриваються нові ритми. Між місіями гравець може розвивати війська, використовуючи різні ресурси, отримані під час місій, витрачаючи валюту, названу «ka-ching», а також формуючи загони і набуваючи нову зброю.

### Юніти
Існують різні типи Патапонів, які можуть бути об'єднані в армію гравця. Всього в грі 6 типів юнітів, але тільки 3 з них можуть бути включені в армію одночасно. Між місіями можна вибрати юнітів, які бортимуться в армії гравця протягом рівня. Формування армії і вибір одиниць є ключовим аспектом стратегії гри.
Одиниці армії Зіготонів названі ідентичним з юнітами Патапонів способом, наприклад, вершник на коні Кібапон в племені Зіготонів називається Кібатон.
Під час фази народження Патапона в Дереві Життя (Tree of Life) гравець може використовувати різну комбінацію «ka-ching» (місцевої валюти) і ресурсів, які плем'я збирає під час індивідуальних мисливських місій і мініігор. Рідкісні компоненти разом з великою кількістю «ka-ching» є основою для створення найбільш потужних бойових одиниць.

## Сюжет
Патапони були процвітаючим народом, поки вони не були переможені злим плем'ям Зіготонів (Zigoton). Гравець бере на себе роль їх бога і, використовуючи священні бойові барабани, просуває Патапонів вперед, щоб вони знову стали господарями своїх земель. Також одна з цілей племені — пошук Крайземелья (Earthend) заради зустрічі з «Цим» (IT), священним об'єктом, зовнішній вигляд якого і мета використання їм невідомі. Ворог племені Патапонів — зла Імперія Зіготон (Zigoton), плем'я сильних істот з червоними склерами (білками очей) (на противагу білим у Патапонів), яке гнітило Патапонів починаючи з моменту втрати ними влади над своїми землями. Крім Зіготонів є істоти, які стоять на заваді Патапонів, такі як дракони, гігантські хробаки, големи, і таємниче зло, відоме як Горл (Gorl).

## Демо-версія
25 січня, 2008 вийшла демонстраційна версія гри Patapon для Європи і Північної Америки. Ігровий прогрес, пройдений в демонстраційній версії Patapon (включаючи придбання спеціальної зброї, доступного тільки для демонстраційної версії — Спис Захисту (The Spear of Protection) може бути відновлений після придбання повної версії гри.

## Продовження
9 липня 2008 було оголошено про те, що сіквел гри Patapon знаходиться в розробці. Гра Patapon 2: Don Chaka була випущена 27 листопада 2008 року в Японії, 6 березня 2009 року в Європі і 5 травня того ж року в США. У продовженні з'являються нові боси, юніти, а також нове невідоме гравцям першої частини плем'я.
12 квітня 2011 року вийшла третя частина серії: Patapon 3.